# 꼬마 어사 쿵 도령
《꼬마 어사 쿵 도령》은 대한민국의 비앤비웍스스튜디오가 만화가 강모림의 만화를 각색한 텔레비전 애니메이션 시리즈로 《꼬마 신랑 쿵 도령》의 후속작이다.

## 방송 일시
| 방송 채널 | 방송일                             | 방송 시간 |
| --------- | ---------------------------------- | --------- |
| KBS 2TV   | 2024년 10월 15일 ~ 2025년 1월 15일 | 종료      |

## 등장 인물
- 진금룡
- 서연화
- 황규동
- 이만수
- 박두칠
- 흑수
- 보리
- 오길태
- 초희
- 황포

## 목소리 출연
- 안소이: 진금룡
- 정현경: 예지, 서연화
- 안장혁: 박두칠
- 남도형: 흑수
- 박영재: 조연
- 홍수정: 조연
- 기경옥: 고모(특별출연)

### OST
- 작사 - 이태준
- 작곡 - 이성장
- 오프닝 황호진 랩 디제이 마토(DJ Mato)
- 효과 - 툰 에이스(Tune Ace)
- 엔딩 / 크로징- 서가영

## 제작진

### 1기
- 책임프로듀서: 김정중
- 프로듀서, 연출: 이순주
- 제작총괄: 장문심
- 기획 프로듀서: 장문심, 오윤호
- 감독: 오윤호
- 프로듀서: 장문심, 최헌국
- 시나리오: 윤세희
- 배경감독: 오윤호
- 스토리보드: 홍진수, 이충식
- 애니메이션: 최경운, 정윤철, 오진영, 이일호. 이지영, 박소연, 윤병락, 최윤희, 홍비연, 호태림, 한나영, 홍혜연, 강신용, 이정준, 박상환
- 배경: 오윤호, 오전영
- 렌더링/편집: 최헌국
- 녹음/믹싱: TJ works (정명우, 김혜영)
- 해외 마케팅 프로듀서: 이형기
- 제작: 장문심
- 편집감독: 김효찬
- 컴퓨터그래픽: 황은서
- 기획: KBS
- 제작: 비앤비웍스스튜디오

### 2기
- 책임 프로듀서: 이경묵
- 프로듀서, 연출: 목훈
- 기획: (주)비앤비웍스
- 제작/총감독: 장문심
- 시나리오: 조석신, 윤세희, 조민주
- 스토리보드: 이충식, 유정범
- 애니메이션: 이일호, 윤병락, 전용석, 홍혜연, 이지원, 오준영, 정권, 주정인
- 배경원화: 김석민
- 배경: Fun studio (이수지)
- 렌더링 / 편집: 장창현
- 녹음/믹싱: TJ works (임희수)
- 해외 마케팅 프로듀서: 이형기
- 홈페이지: 라윤혜, 정믿음
- 종합편집: 조경익
- 컴퓨터그래픽: 황은서
- 조연출: 나요한
- 기획: KBS
- 제작: 비앤비웍스스튜디오

### 3기
- 책임프로듀서: 박성주
- 프로듀서, 연출: 목훈
- 총감독: 장문심
- 기획 프로듀서: 최헌국, 장문심
- 시나리오: 조석신
- 콘티감독: 김정결
- 배경감독: 서강호
- 녹음연출감독: 이병덕
- 애니메이션: 이일호, 윤병락, 전용석, 김현우, 김성우, 이지원
- 서브캐릭터: 문미란
- 소품디자인: 조영준
- 배경: 이수지, 이슬기
- 렌더링/편집: 최헌국, 장창현
- 녹음·믹싱: 티제이웍스 (정서현)
- 해외마케팅: 윤은주
- 제작: 장문심
- 홈페이지: KBS미디어 (김하늘)
- 종합편집: 조경익
- 자막디자인: 황은서
- 조연출: 차한결
- 기획: KBS
- 제작: 비앤비웍스스튜디오

### 4기
- 책임프로듀서: 이태헌
- 프로듀서, 연출 : 황정연(1~12화) 박창(13화)
- 총감독: 장문심
- 프로듀서: 장창현
- 시나리오: 조석신
- 콘티감독: 김정결
- 미술감독: 장창익
- 배경감독: 서강호
- 오디오감독: 이병덕
- 애니메이션: 이일호, 윤병락, 문미란, 박종숙, 김현우
- 배경: 이수지, 이슬기
- 녹음/믹싱: TJ works (정은희)
- 렌더링/편집: 최윤형
- 해외 마케팅: 윤은주
- 홈페이지: 정상빈 (KBS미디어)
- 종합편집: 이수은
- 자막디자인: 황은서
- 조연출: 차한결
- 기획: KBS
- 제작: KBS, 비앤비웍스스튜디오
- ⓒ 2016 ~ 비앤비웍스스튜디오  All rights reserved.

## 방영 목록

### 1기
| 회차       | 주제                | 방송 일자        |
| ---------- | ------------------- | ---------------- |
| 1화        | 금의환향            | 2016년 8월 31일  |
| 2화        | 사라진 금두꺼비     | 2016년 9월 7일   |
| 3화        | 암행어사 출두요     | 2016년 9월 21일  |
| 4화        | 열녀문의 비밀       | 2016년 9월 28일  |
| 5화        | 중매쟁이 금룡이     | 2016년 10월 5일  |
| 6화        | 장승재판            | 2016년 10월 12일 |
| 7화        | 개똥 주발           | 2016년 10월 19일 |
| 8화        | 수염과 손님         | 2016년 10월 26일 |
| 9화        | 돌아온 아들         | 2016년 11월 2일  |
| 10화       | 어리석은 땅주인     | 2016년 11월 9일  |
| 11화       | 어사와 산적         | 2016년 11월 16일 |
| 12화       | 금광의 비밀         | 2016년 11월 23일 |
| 13화       | 거지가 된 양반      | 2016년 11월 30일 |
| 14화       | 원님의 의자         | 2016년 12월 7일  |
| 15화       | 어머님의 눈물       | 2016년 12월 14일 |
| 16화       | 유배온 선비         | 2016년 12월 21일 |
| 17화       | 자린고비의 생일잔치 | 2016년 12월 28일 |
| 18화       | 아씨는 내 딸        | 2017년 1월 4일   |
| 19화       | 옥에 갇힌 금룡이    | 2017년 1월 11일  |
| 20화       | 의적 그믐치         | 2017년 1월 18일  |
| 21화       | 맹 진사댁 경사났네  | 2017년 1월 25일  |
| 22화       | 가마 대감           | 2017년 2월 1일   |
| 23화       | 전염병과 의원       | 2017년 2월 8일   |
| 24화       | 나쁜 이웃 좋은 이웃 | 2017년 2월 15일  |
| 25화       | 이상한 마을         | 2017년 2월 22일  |
| 최종화(26) | 민심은 천심         | 2017년 3월 8일   |

### 2기
| 회차       | 주제                | 방송 일자       |
| ---------- | ------------------- | --------------- |
| 1화        | 또다시 암행어사     | 2019년 4월 11일 |
| 2화        | 과외 서당           | 2019년 4월 18일 |
| 3화        | 노비의 아들         | 2019년 4월 25일 |
| 4화        | 사라진 아이들       | 2019년 5월 2일  |
| 5화        | 소중한 사랑         | 2019년 5월 9일  |
| 6화        | 조각그림의 비밀     | 2019년 5월 16일 |
| 7화        | 도둑의 사연         | 2019년 5월 23일 |
| 8화        | 닭서리와 소년들     | 2019년 6월 6일  |
| 9화        | 거상의 죽음         | 2019년 6월 13일 |
| 10화       | 외다리 도깨비       | 2019년 6월 20일 |
| 11화       | 왜구와 원님         | 2019년 6월 27일 |
| 12화       | 서동마을의 아전들   | 2019년 7월 4일  |
| 13화       | 문자를 풀어라       | 2019년 7월 11일 |
| 14화       | 범인은 이 안에 있다 | 2019년 7월 18일 |
| 15화       | 뒤바뀐 신부         | 2019년 7월 25일 |
| 16화       | 금룡을 닮은 꼬마    | 2019년 8월 1일  |
| 17화       | 금향로              | 2019년 8월 8일  |
| 18화       | 순덕이 누나         | 2019년 8월 15일 |
| 19화       | 호랑이와 곶감       | 2019년 8월 22일 |
| 20화       | 방울 소리           | 2019년 9월 5일  |
| 21화       | 용이의 귀환         | 2019년 9월 12일 |
| 22화       | 낳은 정 기른 정     | 2019년 9월 19일 |
| 23화       | 우렁이 각시         | 2019년 10월 3일 |
| 24화       | 한가위 탈놀이       | 2020년 1월 6일  |
| 25화       | 진정한 친구         | 2020년 1월 6일  |
| 최종화(26) | 나뭇가지의 의미     | 2020년 1월 7일  |

### 3기
| 회차       | 주제                  | 방송 일자        |
| ---------- | --------------------- | ---------------- |
| 1화        | 임금님의 특명         | 2021년 9월 11일  |
| 2화        | 한가위만 같아라       | 2021년 9월 18일  |
| 3화        | 어린 소리꾼           | 2021년 10월 2일  |
| 4화        | 조선의 힘 각궁        | 2021년 10월 9일  |
| 5화        | 으라차차 누렁이       | 2021년 10월 16일 |
| 6화        | 하회탈의 전설         | 2021년 10월 23일 |
| 7화        | 쪽빛 고운 우리 옷     | 2021년 10월 30일 |
| 8화        | 우리의 숨결 백자      | 2021년 11월 6일  |
| 9화        | 사냥매 보리           | 2021년 11월 20일 |
| 10화       | 진실을 밝힌 과학 수사 | 2021년 12월 4일  |
| 11화       | 전기수                | 2021년 12월 11일 |
| 12화       | 배냇 저고리           | 2022년 1월 1일   |
| 최종화(13) | 의문의 그림           | 2022년 1월 8일   |

### 4기
| 회차       | 주제                      | 방송 일자        |
| ---------- | ------------------------- | ---------------- |
| 1화        | 푸른 빛의 보물 상감청자   | 2024년 10월 15일 |
| 2화        | 한 방에 날려라 승차총통   | 2024년 10월 29일 |
| 3화        | 팔도를 한 눈에 대동여지도 | 2024년 11월 5일  |
| 4화        | 조선의 알람 해시계        | 2024년 11월 12일 |
| 5화        | 금룡, 하늘을 날다 비거    | 2024년 11월 13일 |
| 6화        | 한민족의 무술 택견        | 2024년 11월 20일 |
| 7화        | 조선의 고속 배달부 보장사 | 2024년 11월 27일 |
| 8화        | 영혼의 울림 에밀레종      | 2024년 12월 4일  |
| 9화        | 백성을 구해내라 동의보감  | 2024년 12월 11일 |
| 10화       | 임금님의 허락 옥쇄 어보   | 2024년 12월 18일 |
| 11화       | 고분에 그려진 고분유산    | 2024년 12월 24일 |
| 12화       | 전쟁 속의 기록 난중일기   | 2025년 1월 8일   |
| 최종화(13) | 석조의 과학 석굴암        | 2025년 1월 15일  |

## 결방 및 편성안내
- 2024년 12월 25일: 성탄절의 관계로 인해 24일로 편성되었다.
- 2025년 1월 1일: 재방송의 관계로 인해 결방되었다.